# AOFC Cup 2017
Der AOFC Cup 2017 ist die erste Austragung des Asien-Ozeanien Cups im Floorball.

## Veranstaltungsort
Die Spiele des AOFC Cup 2017 fanden in Bangkok in der Sporthalle der Universität Chulalongkorn statt.

## Modus
Der AOFC Cup wurde in zwei Gruppen gespielt. Die Gruppensieger sind automatisch für einen der beiden Halbfinals gesetzt. Die Zweit- und Drittplatzierten spielen untereinander einen Viertelfinal, welcher die restlichen zwei Gegner für die Halbfinals ermittelt. Die Verlierer des Viertelfinales spielen mit den Gruppenletzten um die Ränge 5 bis 8.

## Teilnehmer

### Gruppe A
- China
- Iran
- Philippinen
- Singapur

### Gruppe B
- Indien
- Indonesien
- Südkorea
- Thailand

## Gruppenspiele

### Gruppe A
| Platz | Land        | Sp | S | U | N | +  | -  | Pkt |
| ----- | ----------- | -- | - | - | - | -- | -- | --- |
| 1.    | Singapur    | 3  | 3 | 0 | 0 | 43 | 1  | 6   |
| 2.    | Philippinen | 3  | 2 | 0 | 1 | 10 | 20 | 4   |
| 3.    | Iran        | 3  | 1 | 0 | 2 | 7  | 24 | 2   |
| 4.    | China       | 3  | 0 | 0 | 3 | 6  | 21 | 0   |

| 1. Juli 2017 09:30 Uhr |  | Philippinen | 4:3 1:0, 1:1, 2:2 Spielbericht | China | Chulalongkorn-Universität, Bangkok Zuschauer: 70 |

| 1. Juli 2017 19:00 Uhr |  | Singapur | 16:0 4:0, 7:0, 5:0 Spielbericht | Iran | Chulalongkorn-Universität, Bangkok Zuschauer: 60 |

| 2. Juli 2017 10:00 Uhr |  | China | 0:13 0:3, 0:6. 0:4 Spielbericht | Singapur | Chulalongkorn-Universität, Bangkok Zuschauer: 120 |

| 2. Juli 2017 16:00 Uhr |  | Iran | 3:5 1:2, 1:2, 1:1 Spielbericht | Philippinen | Chulalongkorn-Universität, Bangkok Zuschauer: 80 |

| 3. Juli 2017 13:00 Uhr |  | Singapur | 14:1 6:0, 2:0, 6:1 Spielbericht | Philippinen | Chulalongkorn-Universität, Bangkok Zuschauer: 60 |

| 3. Juli 2017 19:25 Uhr |  | China | 3:4 1:0, 2:3, 0:1 Spielbericht | Iran | Chulalongkorn-Universität, Bangkok Zuschauer: 50 |

### Gruppe B
| Platz | Land       | Sp | S | U | N | +  | -  | Pkt |
| ----- | ---------- | -- | - | - | - | -- | -- | --- |
| 1.    | Thailand   | 3  | 3 | 0 | 0 | 46 | 4  | 6   |
| 2.    | Südkorea   | 3  | 2 | 0 | 1 | 19 | 19 | 4   |
| 3.    | Indonesien | 3  | 1 | 0 | 2 | 14 | 23 | 2   |
| 4.    | Indien     | 3  | 0 | 0 | 3 | 10 | 43 | 0   |

| 1. Juli 2017 12:02 Uhr |  | Südkorea | 8:4 3:2, 3:0, 2:2 Spielbericht | Indonesien | Chulalongkorn-Universität, Bangkok |

| 1. Juli 2017 16:03 Uhr |  | Thailand | 23:3 5:1, 12:0, 6:2 Spielbericht | Indien | Chulalongkorn-Universität, Bangkok Zuschauer: 200 |

| 2. Juli 2017 13:07 Uhr |  | Indonesien | 0:12 0:2, 0:6, 0:4 Spielbericht | Thailand | Chulalongkorn-Universität, Bangkok Zuschauer: 200 |

| 2. Juli 2017 19:00 Uhr |  | Indien | 4:10 2:2, 2:5, 0:3 Spielbericht | Südkorea | Chulalongkorn-Universität, Bangkok Zuschauer: 200 |

| 3. Juli 2017 10:01 Uhr |  | Indien | 3:10 0:3, 1:4, 2:3 Spielbericht | Indonesien | Chulalongkorn-Universität, Bangkok Zuschauer: 30 |

| 3. Juli 2017 16:05 Uhr |  | Thailand | 11:1 3:0, 2:0, 6:1 Spielbericht | Südkorea | Chulalongkorn-Universität, Bangkok Zuschauer: 200 |

## Playoffs

### Viertelfinale
| 4. Juli 2017 14:30 Uhr |  | Philippinen | 4:7 2:3, 1:3, 1:1 Spielbericht | Indonesien | Chulalongkorn-Universität, Bangkok Zuschauer: 60 |

| 4. Juli 2017 17:30 Uhr |  | Südkorea | 7:1 3:0, 2:1, 2:0 Spielbericht | Iran | Chulalongkorn-Universität, Bangkok Zuschauer: 50 |

### Halbfinale
| 5. Juli 2017 16:00 Uhr |  | Singapur | 11:0 4:0, 3:0, 4:0 Spielbericht | Südkorea | Chulalongkorn-Universität, Bangkok Zuschauer: 50 |

| 5. Juli 2017 19:00 Uhr |  | Thailand | 15:2 5:0, 4:1, 6:1 Spielbericht | Indonesien | Chulalongkorn-Universität, Bangkok |

### Spiel um Platz 3
| 6. Juli 2017 15:00 Uhr |  | Südkorea | 4:2 2:0, 2:1, 0:1 Spielbericht | Indonesien | Chulalongkorn-Universität, Bangkok Zuschauer: 150 |

### Finale
| 6. Juli 2017 19:00 Uhr |  | Singapur | 4:8 1:3, 2:2, 1:3 Spielbericht | Thailand | Chulalongkorn-Universität, Bangkok Zuschauer: 200 |

## Platzierungsspiele

### Spiele um Platz 5 – 8
| 5. Juli 2017 10:00 Uhr |  | China | 3:2 n. V. 1:0, 0:0, 1:2, 1:0 Spielbericht | Philippinen | Chulalongkorn-Universität, Bangkok Zuschauer: 50 |

| 5. Juli 2017 13:00 Uhr |  | Indien | 9:6 5:3, 3:2, 1:1 Spielbericht | Iran | Chulalongkorn-Universität, Bangkok Zuschauer: 50 |

#### Spiel um Platz 7
| 6. Juli 2017 09:30 Uhr |  | Philippinen | 4:7 0:1, 1:3, 3:3 Spielbericht | Iran | Chulalongkorn-Universität, Bangkok Zuschauer: 80 |

#### Spiel um Platz 5
| 6. Juli 2017 12:00 Uhr |  | China | 4:6 3:1, 1:3, 0:2 Spielbericht | Indien | Chulalongkorn-Universität, Bangkok Zuschauer: 50 |

## Abschlussplatzierung
| Platz | Team        |
| ----- | ----------- |
| 1.    | Thailand    |
| 2.    | Singapur    |
| 3.    | Südkorea    |
| 4.    | Indonesien  |
| 5.    | Indien      |
| 6.    | China       |
| 7.    | Iran        |
| 8.    | Philippinen |